# Terry Layton
Terry Wayne Layton (Oakland, 29 agosto 1947 – 1º dicembre 2018) è stato un allenatore di pallacanestro statunitense.

## Carriera
Ha guidato Panama ai Campionati americani del 1999.